# Republika Zielonego Przylądka na Mistrzostwach Świata w Lekkoatletyce 2017
Republika Zielonego Przylądka na Mistrzostwach Świata w Lekkoatletyce 2017 – reprezentacja Republiki Zielonego Przylądka podczas Mistrzostw Świata w Londynie liczyła 1 zawodnika, który nie zdobył medalu.

## Rezultaty
| Zawodnik       | Konkurencja                | Eliminacje | Eliminacje | Półfinał | Półfinał | Finał    | Finał   |
| Zawodnik       | Konkurencja                | Rezultat   | Pozycja    | Rezultat | Pozycja  | Rezultat | Pozycja |
| -------------- | -------------------------- | ---------- | ---------- | -------- | -------- | -------- | ------- |
| Jordin Andrade | Bieg na 400 m przez płotki | 50,32      | 26.        | NQ       | NQ       | NQ       | NQ      |